# Messier 91
Messier 91 (M91) även känd som NGC 4548, är en stavgalax i stjärnbilden Berenikes hår. Den upptäcktes 1781 av Charles Messier som införde den som nummer 91 i sin katalog. M91 ingår i den lokala undergruppen i Virgohopen av galaxer. Det var den sista av en grupp på åtta "nebulosor" – galaxer som fram till nästa århundrade inte troddes vara observerbara, med termen galax då använd som synonym för universum.
Bland de få Messierobjekt i katalogen, vilka som ett resultat av registreringsmisstag av Messier länge saknats, var det inte förrän 1969 som amatörastronomen William C. Williams insåg att M91 var NGC 4548, som katalogiserades av William Herschel 1784. Vissa källor hävdar att den närliggande spiralgalaxen NGC 4571 ansågs av Herschel vara en kandidat för detta M91.

## Observationshistorik
Messier 91 upptäcktes 1781 av Messier som beskrev det som "nebulosa utan stjärnor", svagare än M90. Messier loggade felaktigt sin position från Messier 58, när det i själva verket borde ha varit Messier 89. William Herschel observerade samma objekt 1784.
År 1969 upplöste Williams detta förlorade Messierobjekt genom att mäta dess rektascension och deklination i förhållande till den närliggande galaxen M89 (referensstjärnor i närheten är få) - snarare än M58, en galax av 9:e magnituden som Messier registrerade 1778. Denna ändrade referenspunkt matchar Messiers värden 
 till  0,1 bågminut i rektascension och 1 bågminut i deklination. 

## Galleri

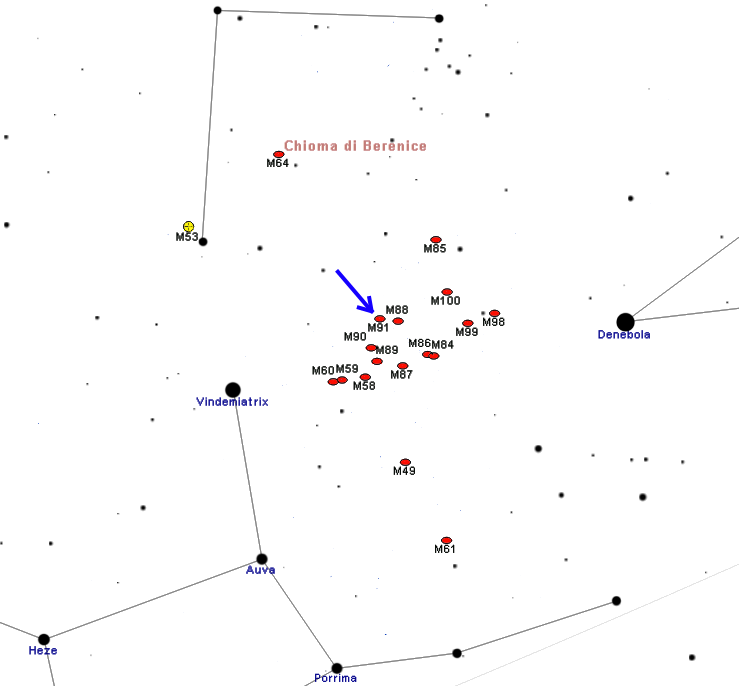
M91 karta
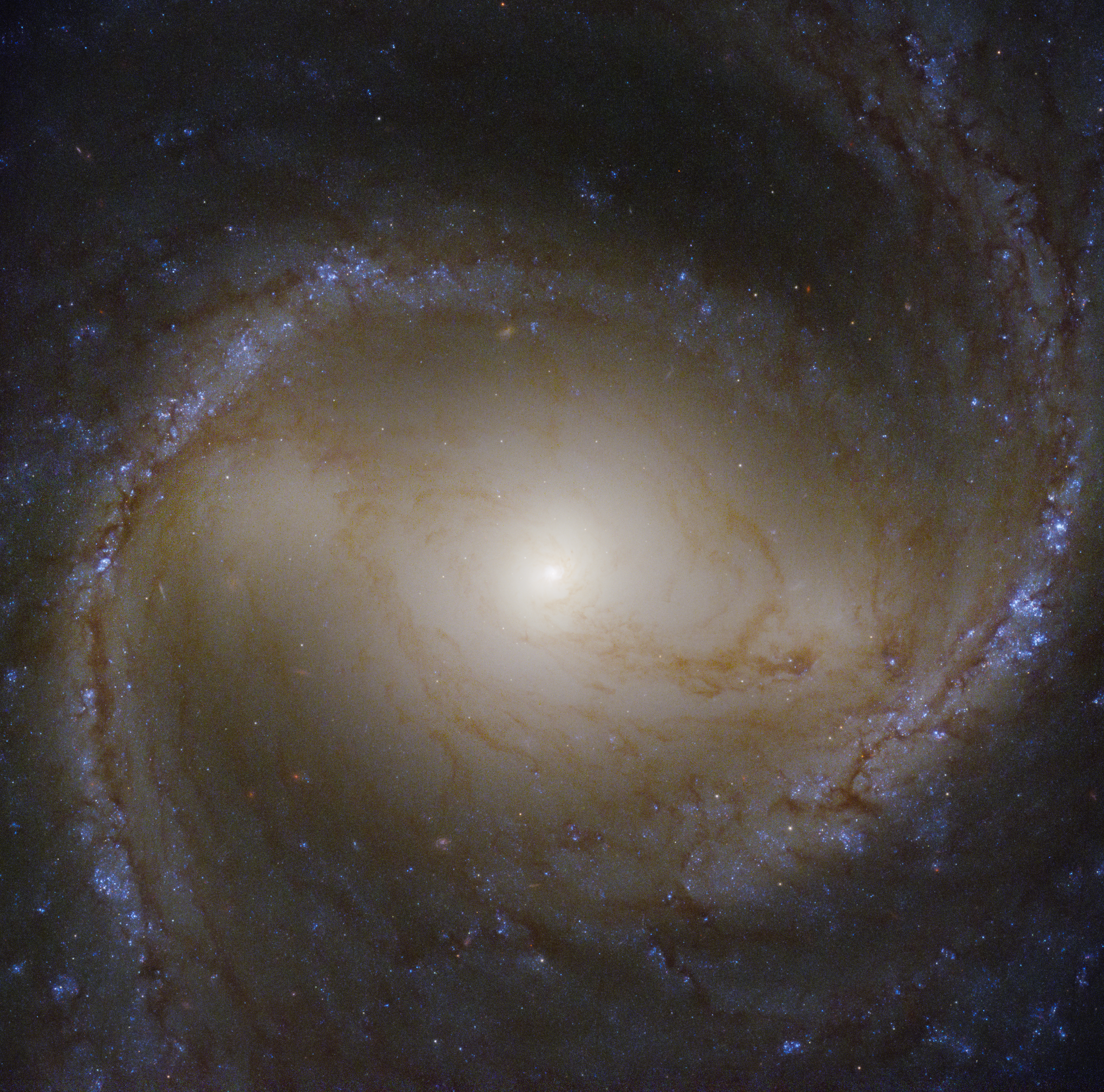
Centrala delen av Messier 91, genom Hubbleteleskopet

## Egenskaper
Platsen för Messier 91 i Virgohopen bekräftades 1997 genom observation av Cepheid-variabler som placerar den på ett avstånd av 52 ± 6 miljoner ljusår från solen. 
Dess stav är mycket iögonfallande – den ses med en positionsvinkel av 65 till 245 grader när den mäts från norr till öster. 
Den har en motsatt märklig (lokal) rörelse mot oss genom Virgohopen av ca 700 km/s inom hopen recessionshastighet på ca 1 100 km/s, vilket ger dess observerade recessionshastighet till endast ca 400 km/s. En annan källa anger detta värde till 803 km/s.
Messier 91 klassificeras också som en anemisk galax, det vill säga en spiralgalax med liten stjärnbildning och gas jämfört med andra galaxer av dess slag.